# Jaojoby
Eusèbe Jaojoby (ur. 29 lipca 1955 w Anboahangibe) – malgaski piosenkarz i kompozytor, zwany „królem salegy”.

## Życiorys
Urodził się w 1955 r. w Anboahangibe, niedaleko Sambavy w północno-wschodniej części Madagaskaru.
W 1970 r. został wysłany do szkoły w Diégo-Suarez. Pierwsze sukcesy muzyczne odnosił w lokalnych konkursach typu talent show. Od 1972 r. występował z grupą Los Matadores. Wraz z zespołem łączył utwory międzynarodowe i nowoczesny pop z elementami muzyki malgaskiej. W 1975 r. dołączył do zespołu The Players, z którym nagrał dwa single.
Studiował socjologię na uczelni w Antananarywie. Pod koniec lat 80. XX w. został zatrudniony jako dziennikarz radiowy, ale ostatecznie powrócił do kariery muzycznej. Ogromnym sukcesem okazał się utwór „Samy Mandeha Samy Mitady”, który zyskał status przeboju. W 1988 r. założył własną formację muzyczną, w której skupił wcześniej poznanych muzyków. W 1992 r. Jaojoby wydał swój pierwszy album studyjny.

## Dyskografia
- 1992: Salegy! (Rogue Records)
- 1994: Velono (Indigo)
- 1998: E Tiako (Indigo)
- 2000: Aza Arianao (Indigo)
- 2004: Malagasy (Discorama)
- 2008: Donnant Donnant (Mars Production)
- 2010: Live au Bato Fou (Discorama)
- 2012: Mila Anao (Buda Musique)